# 店仔街福德宮
25°00′25.18″N 121°30′49.75″E / 25.0069944°N 121.5138194°E永和店仔街福德宮，地址為臺灣新北市永和區秀朗路一段10號，俗稱店仔街福德宮、主祀福德正神（土地公），相傳為康熙年間建廟，至今具有三百多年歷史。店仔街福德宮為永和最具有歷史價值的土地廟，亦是北臺灣最有名的土地廟之一。

## 源流
三百多年前，清康熙十一年（西元1672年），永和為「平埔族秀朗社」居所，漢人入墾經商後，水運通達，商船由海入台北艋舺，直駛永和，循新店溪上溯石碇、木柵、景美、新店等地區，永和為中途站，水路貨運集散此地，商賈接踵，逐漸繁盛，無以為名，遂以「店仔街」稱之。古曰：「凡有社里，必有土地神，土地神為守護社里之主，謂之上公。」鄉人依俗建祠護佑地方，其始、為田莊道路旁之小祠，因能顯其靈，有求必應。遂在信眾的踴躍捐助下、歷經多次翻修方有今日之勢，逐漸成為居民及往來商旅之信仰中心。
2014年8月開始店仔街福德宮殿內、光明燈殿及香客服務處，風雨剝蝕、損壞嚴重，經由管理委員會全體委員、福德基金會董監事，規劃整修，並採納鄉民、仕紳之建議，奉祀三寶佛祖、文昌帝君、月下老人、五路財神等神佛、更加保佑地方。現今宮內設有光明燈、文昌燈、太歲燈、月老燈、財神燈、藥師佛燈、蓮花智慧燈及福壽平安燈服務信眾。
為了傳承「福德正神」之精神，除了延續過去多年來實行的—永和區民急難救助、冬令救濟、捐助銀髮族老人共餐所需之經費、各種災難救助、捐款等，現今更增設永和區九所公立國小、國中、高中及新北市偏鄉學校之社團經費補助、獎學金、在校生急難救助、開辦永和區中低收入戶獨居長者之中秋節聯歡晚會等，並於2015年新北市八仙樂園彩色派對火災捐助新台幣600萬元整、2016年新北市永和耕莘醫院增設心導管室捐助新台幣100萬元整，不勝枚舉。
為了響應「環保愛地球活動」店仔街福德宮開始推行「以米代金」並逐步減少焚燒金紙，此舉既可幫助農民推銷稻米，且拜完神明後又可食用或是捐助弱勢團體。

## 祀神
永和店仔街福德宮主祀【福德正神】，配祀眾神佛如下：
- 福德正神、福德正神夫人、天上聖母、保儀大夫、關聖帝君
- 徐府千歲、蕭府千歲、虎爺
- 文昌帝君、註生娘娘、月老星君、太歲星君
- 五路財神、文財神、偏財神
- 三寶佛、彌勒佛、觀世音菩薩、伽藍護法、韋馱護法

## 特色
- 店仔街福德宮內設光明燈、文昌燈、月老燈、太歲燈、財神燈、藥師燈、蓮花智慧燈、福壽平安燈
- 據說店仔街福德宮虎爺曾經託夢於檀越告知，因廟後為一【聚財福穴】，故在廟後設置假山，奉祀虎爺。
- 據說店仔街福德宮「土地公伯興外庄」，也就是特別照顧外地來此祭拜的遊子。
- 店仔街福德宮長期照顧地方弱勢，熱心公益，極具聲望。